# Wilgenfluit

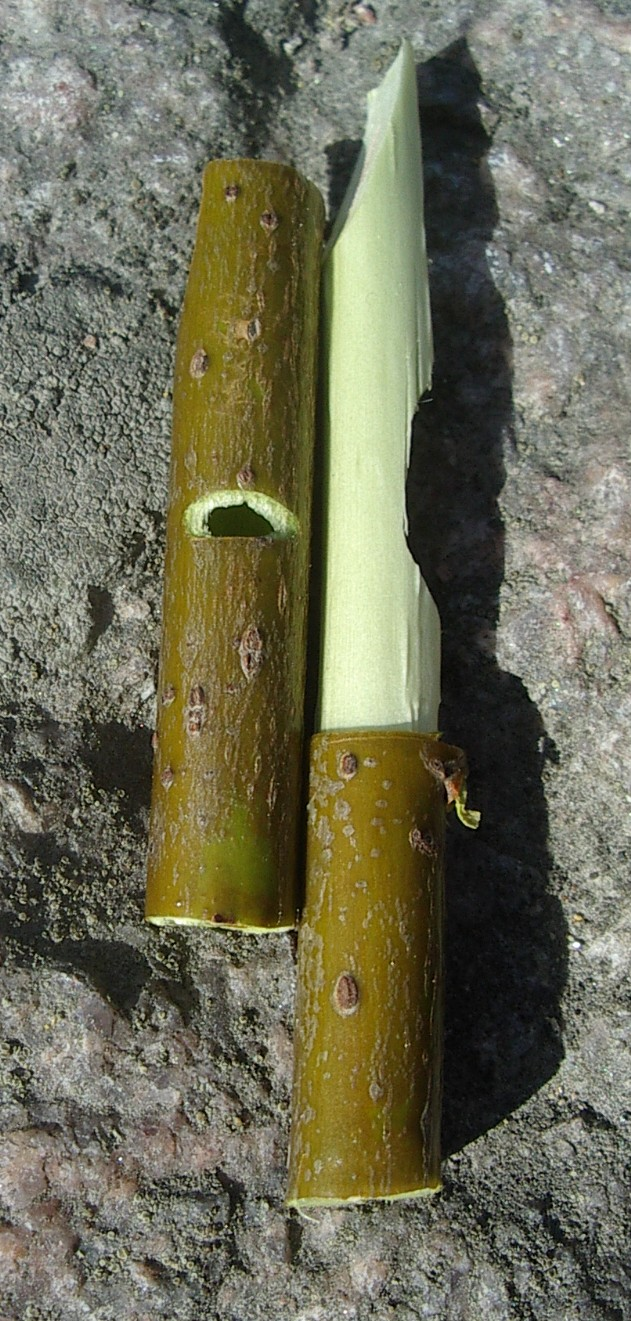
Wilgenfluitje

Een wilgenfluit (Noors: seljefløyte, Zweeds: sälgflöjt of sälgpipa, Fins: pitkähuilu of pajupilli, Lets: kārkla stabule, Litouws: švilpynė) is een Noordse fluit die bestaat uit een enkele klankbuis met een labium als mondstuk, en zonder vingergaten.
Traditioneel worden wilgenfluiten gemaakt uit de groene takken van wilgenhout, dus kunnen ze enkel tijdens de lente gemaakt worden. Als het hout uitdroogt, is de fluit niet meer bespeelbaar. Moderne wilgenfluiten worden meestal gemaakt uit plastic (vaak pvc-buizen).
De wilgenfluit is een soort van boventoonfluit. Er zijn geen vingergaten, om van toonhoogte te veranderen, moet men harder of zachter blazen, en het einde van de klankbuis met een vinger openen of sluiten.  De noten die hierdoor gevormd worden zijn gebaseerd op de harmonische boventoonreeks.
Met een open klankbuis is er één grondtoon en zijn boventonen, met een gesloten klankbuis is er een andere grondtoon met andere boventonen. Op een wilgenfluit kan men dus geen gelijkzwevende stemming spelen.
De wilgenfluit wordt onder andere gespeeld in de Zweedse folkgroepen Hedningarna en Groupa.